# ジェイドメタル・ライマン
ジェイドメタル・ライマン (JADEMETAL-Lyman)は 、スクウェア・エニックスのコンピュータゲーム『フロントミッション』シリーズに登場する架空の企業。
ここでは、ジェイドメタル・ライマンの子会社ヴァンタム (Vantam) についても解説する。

## ジェイドメタル・ライマン

### 会社概要
- 社名  JADEMETAL-Lyman
- 本社  O.C.U.オーストラリア
- 創業  2027年
- 登場作品 『FA』『1ST』『FMO』(JADEMETAL) 『2nd』～『5th』(JADEMETAL-Lyman)

### 沿革
前身であるジェイドメタル社はWAP黎明期であるWAW時代から開発に参入しているO.C.U.最古にして最大の企業。代表機種であるゼニスシリーズはO.C.U.軍で最多配備を誇る。設立経緯は当時、興味を持たれていたWAWという新技術に対し、リスクの分散を狙い、O.C.U.オーストラリアの重工業メーカー各社が共同出資したものである。また、O.C.U.軍部との関係も密接であり、技術協力が度々行われている。
2094年時にE.C.イギリスの大型機動兵器メーカーであるライマン社（1989年創業）を買収し、社名を「ジェイドメタル・ライマン」と改め、本格的に大型機動兵器開発に参入する。
第2次ハフマン紛争期に100％出資の子会社ヴァンタム(VANTAM)を設立。近年では航空部門や陸運へも進出している。O.C.U.軍シェアの40%を獲得し、近年（2112年時）では10年連続で世界シェアNo.1メーカーとなっている。

### 事業部
すべてのパーツ開発を行っている。ゼニスにあやかってか、WAPの頭文字には多く“Z”の字が取られている。バランスは良いが、どちらかと言うと機動性を重視するのも特徴で、COM技術に注視している模様。新たに参入した大型機動兵器開発に関しても姿勢制御をはじめとしたCOM技術が活かされている。悪く言えば無難なWAP開発が特徴的で、やや面白みに欠けるという意見すら存在するほどだが、それは業界一の汎用性と信頼性を裏付けていることになる。
WAP用武器開発に関しては子会社であるヴァンタムにシフトしたので本体と比較して知名度はさしてないが、ライフル、火炎放射器に関しては数種のベストセラーを生み出した。

### WAW
31式甲型レールキャノン(SMI31-01,02,03)【FA】
WAW部分担当
以下はアフリカ紛争時、順次投入されたWAW。ちなみに機種名はカクテル名に由来している。
ブラッディー・ブル(VJ-44J Bloody Bull)【FA】
地雷処理用WAWに急遽武装(50mm CN)を施したプロトタイプ。『FA』ではOPにのみ登場している。

#### ブラッドハウンド・シリーズ
史上初の戦闘用WAW。WAWに兵器としての役割を見出した名機中の名機で数々の派生を生み出す。この段階で、対人用地雷を踏んでも転倒で済むなど、WAWの性能の一端が見出せる。対空能力も高く、攻撃ヘリの撃墜も可能。しかし、砂地での走破性は低い。
ブラッドハウンド(RJ-24)【FA】
ブラッドハウンドG(RJ-26)【FA】
指揮官用モデル。頭部に羽根飾りに似た指揮・通信用機能増設が行われている。反面、機動性は若干低下。
ブラッドハウンド レッド・アイ(SJ-24)【FA】
偵察用モデル
ブルドッグ(TRJ-24 Bull Dog)【FA】
RJ-24を後方支援任務に改造した機体。背中に大型コンテナを装備。コンテナには一個小隊分の盾を格納。左肩に予備弾装の補給装置を増設。
ブラッドハウンドMk.2(RJ-28)【FA】
全高4.58m、重量19.4t。機動性、装甲が強化された。
ブラッドハウンドMk.2 G(RJ-29)【FA】
全高4.63m、重量19.5t。指揮官用モデル。機動性がRJ-24と同等になった。

#### ブル・ショット・シリーズ
RJ-2xシリーズにフレーム自体から見直したフルモデルチェンジを施した新シリーズ。火器管制、装甲を重点的においた。全高4.43m、重量17.3t。空挺用装備にも対応している。
ブル・ショット(RJ-34)【FA】
ブル・ショット タイプX(RJ-35X)【FA】
指揮官専用機。全高5.035m、重量17.3t。通信アンテナは胴体部に増設。
ブル・ショット タイプS(RJ-35S)【FA】
全高4.43m、重量20.5t。機動性を向上させた。
ブル・ショット タイプR(RJ-35R)【FA】
タイプSの指揮官用モデル。全高5.035m、重量21.8t。RJシリーズの最上位機。
ブル・ショット レッド・アイ(SJ-34)【FA】
RJ34の偵察用モデル。頭部にレーダードームを増設し、左腕に大型偵察用カメラを装備している。

#### グレイハウンド・シリーズ
アフリカ紛争末期（2035年頃）に投入されたWAWだが、腕部を武器内蔵腕に換装可能であったり、脚部にRDの前身であるようなライドホイールを装備していたりとその性格はWAPに近い。これは将来の規格導入に向けてのものと考えられる。また、機動性も高く、ライドホイールを利用した高速移動によって、その性能は「シケイダ」に迫った。
グレイハウンド(FRJ-45)【FA】
グレイハウンドG(FRJ-46)【FA】
指揮官用モデル
グレイハウンド レッド・アイ(FRJ-45S)【FA】
偵察用モデル。両肩に小型レーダードームを装備。
グレイハウンド タイプ-T(FRJ-45T)【FA】
後方支援用モデル

### ヴァンツァー
シケイダ【FA】
COM部分担当

#### ゼニス・シリーズ
| ゼニス(Zenith) | ゼニス(Zenith)                                                                 |
| -------------- | ------------------------------------------------------------------------------ |
| メーカー       | ジェイドメタル(O.C.U.オーストラリア)                                           |
| 固定武装       | なし                                                                           |
| 携帯火器       | MULS-P規格適応品                                                               |
| 主要搭乗者     | ロイド・クライブ カレン・ミューア 坂田竜二 トーネード アルベルト・マサル・岡崎 |

ゼニス【1ST,4th,5th,FMO】
全長5.8m、重量24t。正史シリーズのO.C.U.側WAPの代表格。当初は汎用機として開発されたが機動性の高さを注視され、以降はその方向で新作を開発することとなる。「Zenith=頂点」という名が示す通りフロントミッションシリーズの「顔」となるべくして生まれた機体であり、それは2003年よりスタートした「フロントミッションプロジェクト」のシルエットロゴに当機体が選ばれた事でも明確である。
ゼニス pb8
漫画『DOG LIFE & DOG STYLE』に登場した新型仕様機。本編からのデザインの乖離が激しい同漫画であるが、この機体に関しては脚部を除き、強盾としか思えない形状をしている。よって、発言した記者は単に脚部を指しただけとの説も存在する。U.S.N軍パイロットからは電子戦に優れていると評価を受けている。車、戦車、WAPを遠隔操作するなど、未だ詳細は不明である。
ゼリア(Zeria)【1ST,FMO】

ゼリアII(Zeria II)【4th】
ゼニスの後継機開発の途上、副産物として生まれた機種。性能の高さゆえ市場投入されることとなった。
ゼニスV(Zenith Ⅴ)【1ST,2nd,4th,5th,FMO】
ゼニスの後継機。試作機を重ねただけのことはあり、第2次ハフマン紛争時にはサカタ製品に圧倒されていた市場をほぼ独占するにまで挽回した。高性能さゆえに「ハフマンの戦慄」とも謳われた。
名機の名に相応しく、ゲームシステム上の数値に限定されるものの『1ST』において総合能力ではレイブンに勝る。『2nd』の年代では多くの機体が退役し、海防軍に配置されるのみとなっている。
ゼニスDV(Zenith DV)【2nd,5th】
ゼニスVの発展型の一つ。2098年にロールアウトし、当時のゼニス後継機開発プロジェクトを一蹴するだけの評価を得た。
ゼニスRV(ゼニスレヴ,Zenith Rev, Zenith RV)【2nd,3rd,4th,5th,FMO】
ゼニスVの発展型の一つ。第2次ハフマン紛争時『FMO』から『4th』『2nd』と多くのシリーズで新鋭機として登場する。『3rd』の2112年時はさすがに時代遅れになっていたようである（劇中にそう取れる発言がある）が、修得可能なスキルは優秀で耐久力や回避率も高い部類に入り、改造を重ねることで終盤でも活躍できる。
『4th』では隠し機体として登場、『5th』では改造バリエーションの一つとして登場する。
ゼニスRV2（腕パーツのみ）【5th】

ダスラークロウ(Dasler Clow)【1ST,5th】
『5th』で登場したゼニスRVの発展型。サバイバルシミュレーターの96階にしか登場せず、出現率も低いので、最も入手しにくい腕パーツでもある。出現率についてはPS2機種に依存して乱数発生シード値が偏るとみられ、100回クリアしてSCPH-70000では出現しなかったにもかかわらず、SCPH-30000ではそれより少ない回数で数個入手できるなどの現象がみられた。
素手での格闘戦に長け、ダスラークロウ系に発展する。ダスラークロウは『1ST』において猛威を振るった格闘用武器腕であり、ゼニスの開発プロジェクトから派生して製作されたものである。
ゼニスX【2nd】

ゼニスRVX(Zenith RVX)【FMO】
O.C.U.軍では極一部のエースパイロットしか搭乗できない新鋭機体。このような扱いを受けている事自体、ゼニスが凡百の量産機でなく、OCUのフラッグシップであることを示しているとさえ言える。
ゼニスSPシリーズ(Zenith SPⅠ～V)【FMO】
入手時は通常のゼニス系より耐久力は劣るが改造を8回も行えるのが特徴。

##### 専用機
カレン専用ゼニス(Zenith Kr)
『2089-II』で登場したカレン・ミューア専用機。「M17 傭兵の絆」にてその存在が確認できる。サバイバルシミュレータアプリでも入手可能。
グレン専用ゼニス(Zenith Gl)【5th】
グレン・デュバル専用機。S型デバイスに対応していると思われ、設計も90式に近い印象である。ハードモードでのサバイバルシミュレータを完全制覇することで入手できるが、セットとして入手するためには最低でも4度はクリアしなければならない。
『2089-II』においても「M22 傭兵基地防衛（後編）」以降に登場するグレンが使用しているが、こちらは『5th』のものとは別物と思われる。なお、DS版『1ST』のExミッションでグレンが搭乗するのはゼニスVである。

#### ゾラ・シリーズ
| ゾラ(Zora) | ゾラ(Zora)                                 |
| ---------- | ------------------------------------------ |
| メーカー   | ジェイドメタル(O.C.U.オーストラリア)       |
| 固定武装   | なし                                       |
| 携帯火器   | MULS-P規格適応品                           |
| 主要搭乗者 | ナパーム カレン・ミューア グリフ・バーナム |

紛争初期から開発されていた機体。汎用性の高い機体であるが、特に機動性を重視する作りとなっている。外観としては、パイロットの生存性を考慮して設計された丸い胴部が特徴的。
ゼニス同様、長期にわたって様々なバリエーションが作られるが、汎用機としてはゼニスにお株を奪われる形となる。事実、劇中でもゼニスほど目立った役割ではないが、エンジンブロックに余裕を持たせ、機動性の向上に回すという設計思想は後のバリエーションにくまなく応用され、10年を越えるロングセラーとなる。
ゾラ【4th】

ゾラ2A【1ST】
5A型はレッグパーツのみが確認されている。
ゾラ3A【1ST,FMO】

- 他に4A型。

ゾラB【4th】
ブラウ・ネーベルで運用されたモデル。同社の示すバランスの良さはこの機体にも例外ではなかったと言える。他にB2型。
ゾラC5【2nd】
トロー社製であり、同シリーズの性能に見切りを付けたJM社によって、ライセンスが払い下げられた。他にC9型。

##### ジグル・シリーズ
ゾラ・シリーズの後継機種。出力や装甲の強化がされている。
ジグル2A【FMO】

ジグル6B【1ST】
開発を中途で打ち切られたゾラ5Aを元に開発された機体。
ジグル11A【1ST】
ゾラおよびジグル・シリーズの最終モデル。元々同シリーズは紛争以前から使用されてきた旧式であり、他社製品に性能を大きく空けられることとなった。よって、開発・製造共に打ち切られることになる。
ジグルS【4th】

##### ジンク・シリーズ
ジンク(Zinc)【1ST】
ゾラ・シリーズで培った技術を用いたモデル。
ゼロア(Zeroa)【1ST】
ジンクの改良型。
ゼロス(Zeros)【3rd】
ジンクの技術を応用したモデル。頭部に付いているトサカと大きめの肩部から、中世の騎士の様な印象を持たれる。性能的には格闘戦重視。
ジラ2A(Zirah 2A)【FMO】

- 他に4A型。

#### ザイゴート・シリーズ
| ザイゴート(Zaigaut) | ザイゴート(Zaigaut)                            |
| ------------------- | ---------------------------------------------- |
| メーカー            | ジェイドメタル・ライマン(O.C.U.オーストラリア) |
| 固定武装            | なし                                           |
| 携帯火器            | MULS-P規格適応品                               |

O.C.U.圏外輸出用として、前衛よりもセンサーを利用した索敵・偵察用に開発された機体で、機動力を重視して軽量化が図られている。そのためOCU軍のレコン担当の新兵に配布された。
U.S.N.やE.C.諸国への輸出の他、体制上自国製WAP運用の多いザーフトラ軍でもこの機体が採用されている。
ザイゴート【2nd,FMO】

ザイゴートA【FMO】
他にC1の直接の前身であるA1型等。
ザイゴート30【4th,FMO】

ザイゴート304【4th】
ザーフトラが運用。他に300型、302型、305型
ザイゴートC1【2nd】
意外と性能は高く、ゼニス後期版に迫るものがあった。

##### ザイグス・シリーズ
- ザイグス105【FMO】
  - 他に107、109型
- ザイグスA1【2nd】
ザイゴートの性能を底上げしたモデルで、ゼニスの後継に足る性能を獲得するに到った。2102年ロールアウト。

#### ゼダム・シリーズ
ザイゴートと同コンセプトではあるが、O.C.U.諸国内での運用を想定に置いたシリーズ。
- ゼダム【FMO】
  - 他にE、X、V、RV型。

##### エグザム・シリーズ
ゼダム・シリーズの派生系。
- エグザムE
  - 他にV、RV型。

#### ジール・シリーズ
ジールA1(Zeal A1)【2nd】
ゼニスの後継機を企図して開発され、2093年にロールアウトした機種。機体性能こそ問題なかったものの、かなり大型のサイズになってしまった。後のゼニスDVが高性能であったため、シリーズ自体の開発は打ち切られてしまう。他にB1型。

#### ジニー・シリーズ
ゼニスの後継機種として開発された一シリーズだが、汎用機としてのバランスにやや欠けた事から、高出力・重装甲を生かした後方支援目的の機体として運用されることとなった。設計思想としてゼニスを踏襲しつつも一世代後のものとなっている。
- ジニーP【FMO】
  - 他に2、P3A型等。
- ジーニX1A【FMO】
  - 他にX2、X3A型。

ジーニ(Genie)【3rd】
ジニーの改良型。ゼニスに代わる汎用機を狙うも、高出力とは裏腹に装甲の薄さから後方支援用としての運用が望まれることになる。

#### テディウム・シリーズ
| テディウム(Tedium) | テディウム(Tedium)                               |
| ------------------ | ------------------------------------------------ |
| メーカー           | ジェイドメタル・ライマン（O.C.U.オーストラリア） |
| 固定武装           | レンテット(MS) レンティットL(MS)                 |
| 携帯火器           | 装備不能                                         |

テディウムA3【2nd】
レッグはタンク型でミサイルランチャー内蔵アームを持つ。他にA6型。

#### 武器内蔵腕
ダスラークロウ【1ST,5th】
近距離打撃戦用に開発されたナックル内蔵アーム。右アームしか存在しない。
0,I,IIが存在する。
ハンマーヘッド【FMO】
同社のグリフィンの右アームがベースのナックル内蔵アーム。
ドラゴンハンド【1ST】
ルーピディス港の倉庫に保管されていたパイルバンカー系の隠しパーツ。SFC版では、肩に取り付けたものだったが、DS版では腕そのものがドラゴンハンドである。
テディウム・アーム【2nd】
ミサイルランチャー内蔵アーム

### 大型機動兵器

#### TCK
| TCK-010             | TCK-010                              |
| ------------------- | ------------------------------------ |
| メーカー            | ジェイドメタル(O.C.U.オーストラリア) |
| TCK用アームウェポン | TCK専用兵装                          |
| TCK用バックウェポン | TCK専用兵装                          |
| 主要搭乗者          | IMAC                                 |

TCK-010【FA】
耐久性に優れたホバータンク砲塔基部にRJ-24の上半身2体を搭載した特殊モデル。耐久性と火器を柔軟に選択可能で、かつ大火力という両者の特性を併せ持った性能を持つ。特に平地では無敵を誇り、WAWキラーとしてその名を轟かせた。同機体専用に開発された兵装も数種存在する。機体制御も特殊で、火器管制を行う砲手2名と操縦者1名によって行う。
もとはWALF所属のボルヒェヒトの発想下、SAUS所属のIMACに対して、現場で試験的に配備されたものであるが、後に同社は同型機を3機送っている。また、50年後の後世においても数種のバリエーションを生み出しており、発想自体は古びたものでないとうかがえる。
ちなみに、製作者サイド曰く、TCKとは漫画『魔法使いサリー』の登場人物トン吉、チン平、カン太の頭文字を取って付けられたものと言うこと。これがJM社の意向かはあくまで不明だが、FA制作陣にとっては要はトンチンカンな発想なわけである。
TCK専用兵装
CLAZY PECK(バルカン、MULS規格適応品？) EGG SACK (MS、MULS規格適応品？)
BUGLE (MS、MULS規格適応品？) BEE HIVE (MS、MULS規格適応品？)
BULL HONE (MS、MULS規格適応品？) BIG NOSE(CN、MULS規格適応品？)
TCK改良型(TCK Alt.)【FMO】
ホバータンクはTCKそのものだが、砲塔基部にゼニスシリーズの上半身2体を搭載。専用兵装はMULS-P規格適応品と推測される。
T.C.K.-ASSAULT【1ST(DS)】
T.C.K.の亜種で、強襲型。『FA』のタイプとは異なり、1体のWAP(ゼニス？)の上半身が中央に埋め込まれた形状になっており、製作者サイド曰く、デンドロビウム？を思わせるらしい。

#### グリフィン
グリフィン(OSV-XX Griffin)【FMO】
第2次ハフマン紛争期、試験的に投入された大型WAP。同機体の姿勢制御に対する成果は後のゴールトン・シリーズにフィードバックされた。

#### OSV・シリーズ
大型機動兵器開発で遅れていたジェイドメタル・ライマン社が、実戦データ収集と製造ノウハウ蓄積のために開発。
- OSV-T【1ST(PS)】
- グスタフ(OSV-02c Gustav)【FMO】

##### ゴールトン・シリーズ
| ゴールトンa(OSV-08a Goalton a) | ゴールトンa(OSV-08a Goalton a)                   |
| ------------------------------ | ------------------------------------------------ |
| メーカー                       | ジェイドメタル・ライマン（O.C.U.オーストラリア） |
| 固定武装                       | 130mm CN VRK-a(RK)                               |

ゴールトンa【2nd】
「グランドガンポート構想」に基づき開発された地上砲艦と呼称される大型機動兵器。ジェットホバーを採用したため、機体の巨大さに不相応なほどの機動性を獲得することに成功した。a～f型まで開発され、元々大火力を誇っていたが、機体制御からくる砲撃命中率の低さが指摘されたため、後期版は火力強化が図られている。

##### グルッグ・シリーズ
グルックa(OSV-12a Grook a)【2nd】
6脚を採用した大型機動兵器。これにより、高い安定性と機動性を両立することに成功した。これによって、競合するセンダー社のバルドル型を抑え、ティルデン型の後継シリーズの座を獲得した。
130mmCN2門をはじめとした多彩な武装は元々ティルデンの後継を狙い、開発したものを示しているが、ゴールトン型で獲得した大型機動兵器に関する様々なデータ、ノウハウが随所に使用されている。

### 兵器
- アサルトライフル
  - ウィニー・シリーズ
    - ウィニー・プラス・シリーズ

  - スラブ・シリーズ
- スナイパーライフル
  - アイビス・シリーズ
- 火炎放射器
  - ホットリバー・シリーズ
- マシンガン内蔵アームシールド
  - ドルドラム・シリーズ
- ナックル内蔵アームシールド
  - スコール・シリーズ
- ミサイル内蔵ショルダーシールド
  - WSM-100・シリーズ
  - WSM-0・シリーズ
- 砲台
  - ウエッジワンド(GHB-100G)【FA】
- 艦艇
  - バジェーナ(KH-3W)【FA】
  - デルフィン(KH-2)【FA】
強襲揚陸艇。艦艇上部にロケットランチャーを装備。
- 車両
  - コードマーリー【3rd】
同時期に盛んであった粒子兵器試作用として製作されたホバー車両。JML社とO.C.U.海軍との共同開発によるものと考えられる。パーツ構成はWAPに類似。なお、粒子砲発射の際には脚部を固定する必要がある。

## ヴァンタム

### 会社概要
- 社名 Vantam
- 本社 O.C.U.オーストラリア
- 創業 2090年
- 社長 ルカ・エルカーン
- 主力事業 WAP用兵器製造
- 登場作品 『FA』『1ST』『FMO』(JADEMETAL) 『2nd』『4th』『5th』(JADEMETAL-Lyman)

### 沿革
第2次ハフマン紛争前期に創立したジェイドメタルの子会社。ヴァンツァーの専用兵器を扱っており、ジェイドメタル銃器開発部門の技術者が多数参加している。

### 事業部
ヴァンツァーの専用兵器の幅広いラインアップを持つ、長距離射撃銃器は陣営を問わず高い評価を受けている。

### 製品
ヴァンタム(VANTAM)はヴァンツァー用武器全般の製造を行う。
- マシンガン
  - ダークホッグ
  - ブラックスター
- ライフル
  - グロウタスク・シリーズ
- バズーカ
  - グノーツ・シリーズ
    - グノイル・シリーズ

  - ラヴィナ・シリーズ
  - Be・シリーズ
- パイルバンカー
  - ブラックタロン・シリーズ
  - バトルタスク・シリーズ
- シールド
  - ファイアウォール・シリーズ
  - ソニックウォール・シリーズ
  - SN-10・シリーズ

### 搭乗パイロット一覧
ジェイドメタルおよびジェイドメタル・ライマン社製の機体に搭乗した主なパイロット。()内は登場タイトル。
- ゼニス
  - ロイド・クライブ(1ST)
  - 坂田竜二(1ST)
  - カレン・ミューア(1ST)[1]
  - エルザ・エリアーヌ(4th)
  - ストーム(2089,BOM)
  - レイン(2089,BOM)
  - トーネード(2089-II)
  - アルベルト・マサル・岡崎(THE DRIVE)
- ゼニスV
  - アッシュ・ファルーク(2nd)
  - エイミア・マッカラム(2nd)
  - グレン・デュバル(5th)[2]
  - トーネード(BOM)
  - ナパーム(BOM)
- ゼニスX
  - サリバシュ・ラブラ(2nd)
- ゼニスRV
  - 武村和輝(3rd)
- 専用機
  - カレン・ミューア(2089-II)
  - グレン・デュバル(5th)

- ゾラ・シリーズ
  - ナパーム(2089-II)
  - カレン・ミューア(1ST)
  - グリフ・バーナム(2nd)
- ジンク
  - カークランド(1ST)
- ゼロス
  - ファム・ルイス(3rd)
- ジーニ
  - マナロ・フェリペナス(3rd)
- TCK
  - IMAC(FA)
- ゴールトン・シリーズ
  - ヴェン・マッカージェ(2nd)
- グルッグ・シリーズ
  - ヴェン・マッカージェ(2nd)